# Michail Tsjigorin

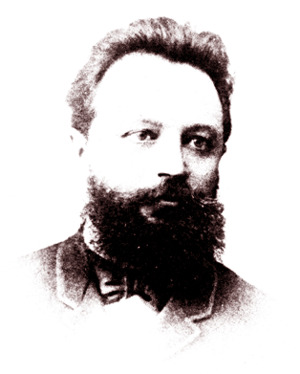
Mikhail Tsjigorin

Michail Ivanovitsj Tsjigorin (Russisch: Михаил Иванович Чигорин) (Gatsjina, 12 november 1850 – 25 januari 1908) was een Russische schaker, de eerste Russische grootmeester. Hij werd geboren in Gatsjina, een plaatsje bij Sint-Petersburg. Hij heeft veel tijd besteed aan theoretische ontwikkelingen in de verschillende schaakopeningen.
Tsjigorin heeft het aan het begin en aan het eind van zijn leven erg moeilijk gehad. Als kind groeide hij op in een weeshuis en leerde daar schaken. In 1873 verhuisde hij naar Sint-Petersburg en werkte hij bij de overheid aldaar; hier schaakte hij in in cafés.
In 1878 hoorde hij bij de Russische top, en in de tachtiger jaren van de 19e eeuw behaalde hij ook in het buitenland grote successen.
In 1889 daagde hij zelfs Wilhelm Steinitz uit voor het wereldkampioenschap; hij verloor (10½–6½). In 1892 verloor hij weer in een match tegen Steinitz (12½–10½). Zijn totale score tegen Steinitz was: +24, -27, =8. In 1893 speelde hij in Sint-Petersburg gelijk in een match tegen Siegbert Tarrasch (11–11). In 1895 werd hij tweede in het grote schaaktoernooi te Hastings, achter Harry Pillsbury, tegen wie hij wel de onderlinge partij won; ook won hij de onderlinge partij tegen Lasker. In 1896 werd hij tweede in een toernooi in Boedapest. In 1903 won hij het Koningsgambiet-toernooi in Wenen.
Na de eeuwwisseling ging het achteruit met Tsjigorin: drank en weinig nachtrust waren hier de oorzaak van. Hij heeft veel gespeelde partijen nagelaten, die hebben bijgedragen aan de ontwikkeling van de Russische schaaksport.
|   | Tsjigorinvariant in het Frans |    |    |    |    |    |    |    |
| 8 | rd                            | nd | bd | qd | kd | bd | nd | rd |
| 7 | pd                            | pd | pd | pd |    | pd | pd | pd |
| 6 |                               |    |    |    | pd |    |    |    |
| 5 |                               |    |    |    |    |    |    |    |
| 4 |                               |    |    |    | pl |    |    |    |
| 3 |                               |    |    |    |    |    |    |    |
| 2 | pl                            | pl | pl | pl | ql | pl | pl | pl |
| 1 | rl                            | nl | bl |    | kl | bl | nl | rl |
|   | a                             | b  | c  | d  | e  | f  | g  | h  |

|   | Tsjigorinvariant in het Spaans |    |    |    |    |    |    |    |
| 8 | rd                             |    | bd |    |    | rd | kd |    |
| 7 |                                |    | qd |    | bd | pd | pd | pd |
| 6 | pd                             |    |    | pd |    | nd |    |    |
| 5 | nd                             | pd | pd |    | pd |    |    |    |
| 4 |                                |    |    | pl | pl |    |    |    |
| 3 |                                |    | pl |    |    | nl |    | pl |
| 2 | pl                             | pl | bl |    |    | pl | pl |    |
| 1 | rl                             | nl | bl | ql | rl |    | kl |    |
|   | a                              | b  | c  | d  | e  | f  | g  | h  |

## Openingen
In de Franse opening vormen de zetten 1.e4 e6 2.De2 de Tsjigorinvariant.
Spaans was zijn favoriete opening, in het gesloten Spaans heeft hij ons de Tsjigorinvariant nagelaten:
1.e4 e5 2.Pf3 Pc6 3.Lb5 a6 4.La4 Pf6 5.0-0 Le7 6.Te1 b5 7.Lb3 0-0 8.c3 d6 9.h3 Pa5 10.Lc2 c5 11.d4 Dc7
Ook van hem komt de Tsjigorin-verdediging in het Damegambiet: 1.d4 d5 2.c4 Pc6. Deze opening speelde hij voor het eerst bij het toernooi in Sint-Petersburg in 1895/1896.